# Нушл (кратер)
Нушл (чеськ. Nušl) — метеоритний кратер на зворотному боці Місяця. Діаметр — 61 км, координати центру — 32°11′ пн. ш. 167°27′ сх. д. / 32.19° пн. ш. 167.45° сх. д.. Названий на честь Франтішека Нушла (1867–1951) — чеського астронома. Міжнародний астрономічний союз затвердив цю назву в 1970 році (спочатку в написанні Nüsl).
Найближчі до Нушла найменовані кратери — Трамплер на півдні, Шейн на сході, Стено та Стернс на північному заході та Хаттон на півночі. Крім того, поблизу Нушла розташовані три його супутні кратери, один із яких — Нушл E — дотикається до нього на північному сході.

## Опис
Цей кратер з'явився в пізньоімбрійській епосі. Він досі зберіг чіткий вал із терасами, але вже втратив променеву систему. Дно нерівне, з центральною гіркою та окремими меншими пагорбами. Лави та тріщин на дні нема. Висота дна знаходиться в межах 0,6–1,2 км нижче місячного рівня відліку висот. Найвища точка валу розташована на сході й височіє над найнижчою точкою дна на 5,2 км, а різниця середніх висот валу й дна становить біля 3,8 км. Висота центральної гірки — біля 1 км.

## Супутні кратери
Ці кратери, розташовані біля кратера Нушл, названо його іменем із доданням великої латинської літери:
| Нушл | Координати                                                | Діаметр, км |
| ---- | --------------------------------------------------------- | ----------- |
| E    | 32°48′ пн. ш. 169°00′ сх. д. / 32.8° пн. ш. 169.0° сх. д. | 26,5        |
| S    | 31°12′ пн. ш. 164°06′ сх. д. / 31.2° пн. ш. 164.1° сх. д. | 42          |
| Y    | 34°12′ пн. ш. 166°48′ сх. д. / 34.2° пн. ш. 166.8° сх. д. | 51          |